# Xysticus subjugalis nigerrimus
Xysticus subjugalis là một phân loài nhện trong họ Thomisidae.
Loài này thuộc chi Xysticus. Xysticus subjugalis nigerrimus được Lodovico di Caporiacco miêu tả năm 1941.